# نبرد ارگم

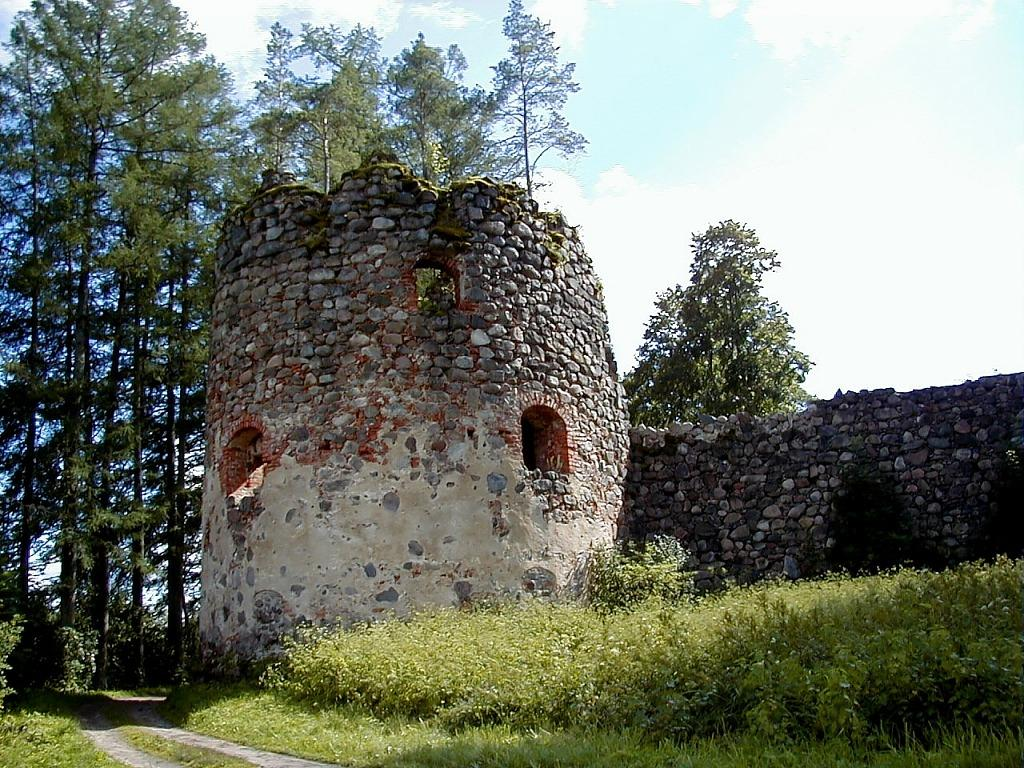
این آخرین جنگی بود که شوالیه‌های آلمانی در لیوونی انجام دادند و به پیروزی باشکوه روس‌ها تبدیل شد.
منابع

نبرد اِرگِم (استونیایی:Härgmäe lahing ؛ آلمانی:Schlacht bei Ermes ؛ روسی:сражение при Эрмесе ؛ لاتویایی:Ērģemes kauja) در ۲ اوت ۱۵۶۰ میلادی طی جنگ لیوونی در لاتویا کنونی میان روسیه تزاری به فرماندهی تزار ایوان چهارم و کنفدراسیون لیوونی درگرفت. این آخرین جنگی بود که شوالیه‌های آلمانی در لیوونی انجام دادند و به پیروزی باشکوه روس‌ها تبدیل شد.